# Orthrias tschaiyssuensis
Oxynoemacheilus argyrogramma là một loài cá vây tia thuộc họ Balitoridae.
Loài này chỉ có ở Thổ Nhĩ Kỳ.